# 皮特島 (紐西蘭)
皮特島（Pitt Island）是新西蘭的島嶼，位於查塔姆島東南約20公里的太平洋海域，屬於查塔姆群島的一部分，長14.2公里、寬10公里，面積62平方公里，最高點海拔高度241米，2006年人口45人。

## 交通

### 航空
- 皮特島臨時機場：飛往查塔姆群島的主島查塔姆島上的查塔姆群島機場。

### 港口
- 港口：有查塔姆群島小島間的船班。

## 觀光
- Kahuitara Point：根據當地的時區，是世界著名的觀賞新年第一道曙光之處。

## 相片

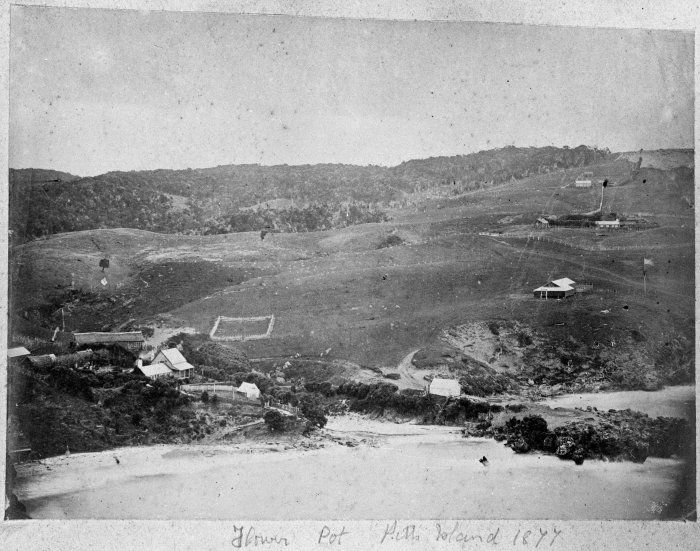
西北方的花盆灣，1877年

## 外部連結
- 紐西蘭皮特島官方網站 （页面存档备份，存于）
- Moriori Education Resources Online
- Moriori官方網站[永久] 提供皮特島Moriori的資訊